# Giuseppe Kaschmann
Giuseppe Kaschmann (Lussinpiccolo, 1850 – Roma, 1925) è stato un baritono italiano.

## Biografia
Conosciuto anche come Joseph Kaschmann e Josip Kašman, nacque nell'isola di Lussino, allora sotto l'impero austriaco, oggi in Croazia. La sua famiglia era di tradizione italiana, come molti lussignani dell'epoca: la madre Eugenia Ivancich era figlia di un armatore lussignano  e il padre Giuseppe era un maestro di scuola che si era battuto affinché l'italiano prevalesse sul croato nelle scuole di Lussinpiccolo.
Abbandonata la facoltà di legge a Padova, studiò musica e canto a Udine sotto la guida del maestro Giovannini. Già nel 1868 iniziò ad esibirsi a Zagabria e una delle sue prime apparizioni avvenne nell'opera croata Mislav scritta da Ivan Zajc. L'esordio italiano avvenne nel 1876 con l'opera La favorita, al Teatro Regio di Torino. Il 26 dicembre 1878 debuttò al Teatro alla Scala di Milano interpretando il Marchese di Posa nel Don Carlo di Giuseppe Verdi.
Nel 1878 fu costretto all'esilio perché ritenuto disertore in quanto non si presentò, pur essendo veterano, quando fu richiamato dal governo austriaco per la guerra con la Bosnia ed Erzegovina. Stabilitosi in un primo tempo a Milano chiese ed ottenne la cittadinanza italiana. Cantò nei principali teatri italiani (la Scala di Milano, il Regio di Torino, il San Carlo di Napoli, il Regio di Parma) ed europei, riportando sempre un grande successo; fu acclamato in Spagna, Portogallo, Russia, Germania e Monte Carlo. Solo grazie all'interessamento di Pio X e in seguito all'amnistia del 1909, riuscì a rientrare in patria dopo trent'anni di lontananza. Nello stesso anno cantò a Trieste e a Zagabria il Giovanni Battista di don Giocondo Fino.
Nel 1887 debuttò a Buenos Aires nel vecchio Teatro Colón. In quella stagione Kaschmann cantó, tra altri titoli, Hamlett, Rigoletto, Ruy Blas, Le Roi de Lahore e Un ballo in Maschera. Ritornò nel 1890 nel Teatro de la Opera accanto a Tamagno e con Marino Mancinelli come maestro concertatore e direttore d´orchestra.
Nel 1884 fece parte della prima compagnia italiana che cantò al Metropolitan Opera House di New York, dove ritornò nel 1896 anche nel repertorio wagneriano, cantato in lingua originale. Fu l'unico baritono italiano a cantare nel tempio wagneriano di  Bayreuth nel 1892 e 94.
Nell'ultimo periodo della carriera, dopo essersi dedicato alla musica sacra e al melodramma, passò ad un genere più consono alla sua età affrontando ruoli buffi e comici. Sono di quest'ultimo periodo le sue interpretazioni in Don Pasquale, Il barbiere di Siviglia e Le astuzie femminili.

Anche la figlia Bianca fu una celebre cantante d'opera, sposata con il conte Guido Chigi-Saracini.

## Discografia
Della sua voce ci restano solo cinque registrazioni effettuate per la "Gramophone Concert Record" (futura His Master's Voice) nel 1903. Sono tutti dischi monofacciali da 30 cm. di diametro, etichetta rossa e tutti molto rari e ricercati dai collezionisti.
052031 Don Carlos (Verdi) : Carlo che solo (Matrice: Con 696)
052032 Ernani (Verdi) : O dei verd'anni miei (Matrice: Con 697)
052036 Amleto (Thomas) : O vin, discaccia la tristezza (Matrice: Con 704)
052037 I Medici (Leoncavallo) : Serenata (Matrice: Con 705)
052038 Otello (Verdi) : Credo (Matrice: Con 706)